# Protapanteles pallipes
Protapanteles pallipes är en stekelart som först beskrevs av Henry J. Reinhard 1880.  Protapanteles pallipes ingår i släktet Protapanteles och familjen bracksteklar. Arten är reproducerande i Sverige. Inga underarter finns listade i Catalogue of Life.